# Козмень
Козмень, Козмені (рум. Cozmeni) — село у повіті Харгіта в Румунії. Адміністративний центр комуни Козмень.
Село розташоване на відстані 199 км на північ від Бухареста, 18 км на південний схід від М'єркуря-Чука, 68 км на північ від Брашова.

## Населення
За даними перепису населення 2002 року у селі проживали 1356 осіб.
Національний склад населення села:
| Національність | Кількість осіб | Відсоток |
| -------------- | -------------- | -------- |
| угорці         | 1340           | 98,8%    |
| румуни         | 12             | 0,9%     |

Рідною мовою назвали:
| Мова      | Кількість осіб | Відсоток |
| --------- | -------------- | -------- |
| угорська  | 1343           | 99,0%    |
| румунська | 13             | 1,0%     |